# Chartreuse de Troyes
Ne doit pas être confondu avec Abbaye de La Prée.
Le monastère de Notre-Dame-de-La-Prée-lès-Troyes, puis de Notre-Dame-de-Largentière était un monastère de l'ordre des chartreux, fondé en 1326.

## Historique
Cette maison est fondée en 1321 ou 1326 par Pierre de Mussy, qui donne à cet effet un domaine sur la paroisse d'Isles, sur le territoire de Villiers-le-Bois, maison appelée la chartreuse d'Isles, mais il meurt avant l'affermissement de l'œuvre.[réf. nécessaire] La fondation est reprise par Jean Garner de Surare, chanoine de Saint-Étienne de Troyes, qui en 1332, établit les religieux dans le château à La Prée, sur le territoire de Rosières. Chauvet indique qu'ils sont d'abord établis dans une petite maison au lieu-dit les fossez-blancs, proche du lieu de la Prée, et que cette  petite maison et sa chapelle sont entièrement brûlées et détruites. Jean d'Aubigny, évêque de Troyes, autorise l'union, à la nouvelle maison de Notre-Dame-de-La-Prée, des biens de la chartreuse d'Isles. Le lieu est insalubre et dès 1428, on évoque au chapitre général de l'ordre la question d’un transfert.[réf. nécessaire]
En 1621,, Marie le Mairat (†1628), veuve de Nicolas Largentier (†1610, baron de Chapelaines, conseiller et secrétaire du roi), de concert avec ses deux fils, Louis et Charles, abbé commendataire de Notre-Dame de l'Absie-en-Gâtine, et avec l'approbation de Bruno d'Affringues, général de l'Ordre, et celle de l'évêque René Breslay, donne aux chartreux la maison de l'Echerelle à l'extrémité du faubourg Croncels, avec les terres, prés, droits de justice et autres prérogatives qui appartenaient à la famille Largentier. Les chartreux y emménagent et cette maison prend le nom de Notre-Dame-de-Largentière[réf. nécessaire]. À La Prée, Marie le Mairat remplace les chartreux par des religieuses de l'Ordre de Saint-Benoît, qui s'installent en 1626, et l'endroit devient le prieuré Sainte-Scholastique dont sa fille Élisabeth est la première supérieure,.
La maison demeure toujours chétive, les constructions se faisant peu à peu.[réf. nécessaire]
Le 13 février 1790, l'assemblée constituante prononce l'abolition des vœux monastiques et la suppression des congrégations religieuses. Les Chartreux de Troyes essayent cependant de faire reconnaître leur maison comme maison de réunion pour abriter leurs confrères de Chalon-sur-Saône et Chatillon-sur-Seine et Dijon, expulsés de leur maison. Le directoire du département refuse et ils doivent se disperser au début de 1792.[réf. nécessaire] Vers la fin octobre 1792, les biens mobiliers sont vendus ; les bâtiments sont vendus fin 1792 ou début 1793. L'église des Chartreux est vendue à un troyen qui la démolit et emploie les matériaux pour reconstruire une maison dans la rue du Palais de Justice.[réf. nécessaire]
Elle laisse son nom à tout un quartier de Troyes, Les Chartreux.

## Prieurs
Le prieur est le supérieur d'une chartreuse, élu par ses comprofès ou désigné par les supérieurs majeurs.

### Prieurs de la Prée-les-Troyes
- ~1560 : François Jarry

### Prieurs de Largentière
- 1629-1632 : Jean Pégon, recteur , puis prieur de Troyes, du Val-Saint-Pierre (1631), de Dijon, visiteur des provinces de France et de Picardie, prieur général de l'ordre (1649-1675).

## Patrimoine foncier
En 1389, Blanche de Navarre fonde un anniversaire à la chartreuse de Notre-Dame de la Prée et lui donne, à cet effet, sa maison du Blanc-Fossé, près de la chartreuse.[réf. nécessaire]